# والتر وینچل
والتر وینچل (انگلیسی: Walter Winchell؛ ۷ آوریل ۱۸۹۷ – ۲۰ فوریهٔ ۱۹۷۲) یک مجری تلویزیون، و روزنامه‌نگار اهل ایالات متحده آمریکا بود.

## گزیده فیلم‌شناسی
| سال       | عنوان                   | نقش  | توضیحات                   |
| --------- | ----------------------- | ---- | ------------------------- |
| ۱۹۴۷      | دیزی کنیون              | خودش |                           |
| ۱۹۵۵      | هیچ شغلی مثل نمایش نیست | خودش | صدا, در عنوان بندی نیامده |
| ۱۹۵۷      | داستان هلن مورگن        | خودش |                           |
| ۱۹۵۹–۱۹۶۳ | تسخیرناپذیران (۱۹۵۹)    | راوی | صدا, 3 قسمت               |